# Valls (motorfiets)
Valls is een historisch merk van motorfietsen.
Motoveiculos Valls, Barcelona. 
Spaans merk dat in 1955 het model V 125 maakte. Deze had een eencilinder-tweetaktmotor met liggende cilinder.